# Gezondheidsautoriteiten van Canada
Gezondheidsautoriteiten (Engels: health authorities), ook wel gezondheidsregio's (Engels: health regions) genoemd, zijn een bestuursmodel dat gebruikt wordt om openbare gezondheidszorg te verlenen aan alle inwoners van Canada. Gezondheidszorg wordt in het federale systeem van Canada onder de scheiding der machten aangewezen als een bevoegdheid van de provincies en territoria. De gezondheidsautoriteiten vallen onder het lokale Ministerie van Gezondheid.
Drie provincies en twee territoria hebben één enkele gezondheidsautoriteit die bevoegd is voor hun volledige grondgebied. De acht andere deelstaten kennen echter verschillende gezondheidsregio's. Deze zijn meestal georganiseerd langs geografische grenzen, maar sommige zijn georganiseerd volgens operationele lijnen.

## Lijst van gezondheidsregio's

### Alberta
- Alberta Health Services, sinds 2008 de enige gezondheidsautoriteit in de provincie. Ze ontstond door de fusie van de negen toenmalige regionale gezondheidsautoriteiten (regional health authorities) plus het Alberta Mental Health Board, het Alberta Cancer Board en de Alberta Alcohol and Drug Abuse Commission.

### Brits-Columbia
- Northern Health
- Interior Health
- Island Health
- Vancouver Coastal Health
- Fraser Health
- First Nations Health Authority
- Provincial Health Services Authority

### Manitoba
- Interlake-Eastern Regional Health Authority[1]
- Northern Regional Health Authority[2]
- Southern Health-Santé Sud[3]
- Prairie Mountain Health[4]
- Winnipeg Regional Health Authority[5]

### New Brunswick
- Vitalité Health Network
- Horizon Health Network

### Newfoundland en Labrador
- Newfoundland and Labrador Health Services[6]

### Nova Scotia
- IWK Health Centre
- Nova Scotia Health Authority

### Northwest Territories
- Beaufort-Delta HSS Authority
- Sahtu HSS Authority
- Deh Cho HSS Authority
- Tlicho HSS Authority
- Yellowknife HSS Authority
- Stanton Territorial Health Authority
- Hay River HSS Authority
- Fort Smith HSS Authority

### Nunavut
- Nunavut Health Region, de enige gezondheidsautoriteit van het territorium

### Ontario
- Erie St. Clair LHIN
- South West LHIN
- Waterloo Wellington LHIN
- Hamilton Niagara Haldimand Brant LHIN
- Central West LHIN
- Mississauga Halton LHIN
- Toronto Central LHIN
- Central LHIN
- Central East LHIN
- South East LHIN
- Champlain LHIN
- North Simcoe Muskoka LHIN
- North East LHIN
- North West LHIN

### Prince Edward Island
- Health PEI, de enige gezondheidsautoriteit van de provincie

### Saskatchewan
- Saskatchewan Health Authority, sinds 2017 de enige gezondheidsautoriteit van de provincie.[7][8]

### Québec
- Région de l'Abitibi-Témiscamingue[9]
- Région de l’Estrie[10]
- Région de l'Outaouais[11]
- Région de la Capitale-Nationale[12]
- Région de la Chaudière-Appalaches[13]
- Région de la Côte-Nord[14]
- Région de la Gaspésie-Îles-de-la-Madeleine[15]
- Région de la Mauricie et du Centre-du-Québec[16]
- Région de la Montérégie[17]
- Région de Lanaudière[18]
- Région de Laval[19]
- Région de Montréal-Centre[20]
- Région des Laurentides[21]
- Région des Terres-Cries-de-la-Baie-James[22]
- Région du Bas-Saint-Laurent[23]
- Région du Nord-du-Québec[24]
- Région du Nunavik[25]
- Région du Saguenay - Lac-Saint-Jean[26]

### Yukon
- Yukon Territory Health Region, de enige gezondheidsautoriteit van het territorium